# Bruno Bianchi
Bruno Bianchi (1955 - 2 december 2011) var en fransk animatör. Han var en av medskaparna till tv-serien Kommissarie Gadget.
Han producerade, regisserade, animerade och skrev även manus till flera andra tv-serier som till exempel M.A.S.K., Jayce and the Wheeled Warriors, Jim Guldknapp, Prinsessan Sissi, Corey Feldoes fantastiska resor, Katten Nisse, Rainbow Brite och Gadget och Gadgetinis.  

## Fotnoter
1. 1 2 3 4 5  matchID, matchID-ID: L5kvvBxmeLYT, läst: 2 september 2024.[källa från Wikidata]
2. 1 2 3  Internet Movie Database.[källa från Wikidata]
3. ↑  Internet Movie Database, IMDb-ID: nm0080588co0047972.[källa från Wikidata]
4. ↑  ”Arkiverade kopian”. Arkiverad från originalet den 12 januari 2012. https://web.archive.org/web/20120112172027/http://www.cartoonbrew.com/biz/french-animator-bruno-bianchi-inspector-gadget-passes-away.html. Läst 12 februari 2013.
5. ↑  ”Arkiverade kopian”. Arkiverad från originalet den 19 december 2011. https://web.archive.org/web/20111219235637/http://lecomptoirdelabd.blog.lemonde.fr/2011/12/02/disparition-de-bruno-bianchi-le-createur-de-linspecteur-gadget/. Läst 11 januari 2012.